# Lac Hanna
Pour les articles homonymes, voir Hanna.
Le lac Hanna est un lac de l'île principale des îles Kerguelen dans les Terres australes et antarctiques françaises (TAAF). Il est situé sur le plateau Central.